# Michael McCaul
Michael Thomas McCaul, Sr. (Dallas, 14 gennaio 1962) è un politico statunitense, membro della Camera dei rappresentanti per lo stato del Texas dal 2005.

## Biografia
Nato a Dallas, McCaul si laureò in legge e divenne avvocato, lavorando per alcuni anni nell'ufficio del procuratore generale del Texas.
Entrato in politica con il Partito Repubblicano, nel 2004 si candidò alla Camera dei Rappresentanti e venne eletto, per poi essere riconfermato nelle successive tornate elettorali.
McCaul è sposato con Linda Mays, figlia del fondatore di Clear Channel Communications e risulta essere uno dei deputati più ricchi del Congresso: nel 2014 il suo patrimonio netto ammontava a oltre 117 milioni di dollari.